# Lethrinus atkinsoni
Lethrinus atkinsoni är en fiskart som beskrevs av Seale, 1910. Lethrinus atkinsoni ingår i släktet Lethrinus och familjen Lethrinidae. Inga underarter finns listade i Catalogue of Life.
Typisk för arten är en gul fläck på bakkroppen som sträcker sig fram till stjärtfenan.
Denna fisk förekommer i havet kring Sydostasiens öar och fram till norra Australien, södra Japan samt Oceanien. Den dyker till ett djup av 30 meter. Arten hittas vid korallrev, i laguner och över botten med sjögräs. Vid de senare förekommer endast ungar tills de är 12 cm långa. Lethrinus atkinsoni blir vanligen 30 till 35 cm lång och några individer når en längd av 50 cm. Exemplaren lever ensam eller i mindre stim. Denna fisk kan leva 39 år. Den äter främst havsborstmaskar samt märlkräftor, räkor och tanaider.
Honor blir könsmogna när de är 19 till 21 cm långa. Äggläggningen sker vid korallrev. Några ägg blir ungar utan befruktning. När ungen är 2 till 4 cm lång uppsöks sjögräsytor.
I några regioner som södra Japan fiskas arten intensiv. Hela populationen bedöms som stor. IUCN listar arten som livskraftig (LC).